# Carmen Caramanica
Carmen Caramanica (* 1945 in Bridgeport (Connecticut); † 16. Januar 2023) war ein US-amerikanischer Jazzmusiker (Gitarre, auch Komposition).

## Leben und Wirken
Caramanica verbrachte seine Kindheit zunächst in Stratford (Connecticut), dann in Utica (New York), wo ihm ein jahrelanger Krankenhausaufenthalt nach einem Unfall die Möglichkeit gab, Gitarre bei George Odell (der mit William Cimler und Arnold Nelson The Dell Trio bildete) zu lernen. Er absolvierte das Utica College; in seinen Jugendjahren spielte er zunächst in Rock'n'Roll-Bands mit Klassenkameraden, bevor er sich Jazz-Akkorde und -Repertoire beibrachte. In seiner weiteren Karriere war er Begleitmusiker und vier Jahre Leiter der Bühnenband von Lou Rawls, spielte acht Jahre bei Tony Orlando; des Weiteren mit Stars wie Raquel Welch, Glen Campbell, Rita Moreno und Frank Sinatra. Als Performer und Begleiter großer Stars trat er in der Tonight Show mit Johnny Carson als Gitarrist und Orchesterleiter und in anderen Fernsehprogrammen auf. Mehrere Jahre lebte Caramanica in Las Vegas und Lake Tahoe; er wurde inspiriert, Tommy B’s Casino als Hommage an ein Spielautomatenlokal in einem Einkaufszentrum zu schreiben. Nach der Geburt seiner Tochter und nach seiner Zeit bei Tony Orlando kehrte er Ende 1985 endgültig nach Utica zurück.
Um 1984 nahm Caramanica sein einziges Album unter eigenem Namen auf (Carmen Caramanica Jazz Trio Live). Weiterhin arbeitete er in New Hartford (New York) als Musikpädagoge an mehreren Schulen und Universitäten; außerdem war er Inhaber eines kleinen Tonstudios in Utica, wo er mit lokalen Musikern auftrat. Caramanica veröffentlichte 2022 die Autobiografie It Started with a Guitar: Six Strings and a Dream. Als Sessionmusiker arbeitete er mit  Steve Golley (That's My Way, 1977) und Rich Fortuna (Heathen Machines, 2006).
Einer seiner Schüler, der Bluesgitarrist Joe Bonamassa, bezeichnete Caramanica als „einen brillanten Lehrer, Jazzmusiker und Menschen.“ Sein Tod sei „ein großer Verlust für die Musikgemeinschaft in Central New York.“

## Publikationen
- It Started with a Guitar: Six Strings and a Dream. ISBN 979-8-84913664-6